# CSS Teaser
CSS „Teaser” – okręt Marynarki Stanów Skonfederowanych z okresu wojny secesyjnej, służył jako okręt zaopatrzeniowy dla CSS „Virginia” oraz jako jeden z pierwszych balonowców; zdobyty przez Union Navy, służył jako kanonierka USS „Teaser”.

## Historia
„Teaser” został prawdopodobnie wodowany w Filadelfii jako jednośrubowy holownik „Wide Awake” ok. 1855. Statek został zakupiony na początku 1861 przez konfederacką Virginia State Navy, a po secesji Virginii z Unii 17 kwietnia 1861 statek został przemianowany na CSS „Teaser” i włączony do floty konfederatów.
„Teaser” początkowo służył jako kanonierka i okręt zaopatrzeniowy dla CSS „Virginia”, wziął między innymi udział w starciu w zatoce Hampton Roads pomiędzy „Virginią” a „Monitorem” w dniach 8–9 marca 1862. W czerwcu tego samego roku „Teaser” został użyty do postawienia pola minowego na rzece James, a pod koniec tego miesiąca na pokład „Teasera” zaokrętowano balon, z którego planowano obserwować pozycję unionistów wzdłuż brzegów James.
Według popularnej wówczas legendy, jedwabny balon został uszyty z sukni balowych ofiarowanych przez patriotyczne mieszkanki Południa, w rzeczywistości balon został uszyty z surowego jedwabiu w Savannah wcześniej w 1862. Balon wzbił się kilkakrotnie z pokładu „Teasera” w dniach 1–3 lipca. 4 lipca w czasie potyczki z USS „Maratanza” uszkodzona została maszynownia „Teasera” i porzucony przez załogę okręt został przechwycony przez US Navy.
Pod koniec lata „Teaser” został włączony do Flotylli Potomaku i wraz z innymi okrętami US Navy patrolował wody tej rzeki.
Po zakończeniu wojny secesyjnej „Teaser” został sprzedany na aukcji, 3 lipca 1865 został zarejestrowany jako holownik „York River”. Służył do 1878.